# Cristianismo calcedônio
Calcedoniano é um termo utilizado para descrever igrejas e teólogos que aceitam a definição cristológica dada pelo Concílio de Calcedônia (451) sobre como as naturezas divina e humana se relacionam na pessoa de Jesus Cristo. Enquanto a maior parte das igrejas cristãs modernas são calcedonianas, entre os séculos V e VIII, este predomínio não era de forma alguma certa.
É chamado também de calcedonianismo.

## Histórico
As disputas dogmáticas que surgiram durante o concílio levaram ao cisma calcedoniano e, algum tempo depois, à formação do grupo de Igrejas Orientais Ortodoxas  conhecido como Ortodoxia Oriental. As igrejas calcedonianas eram as que permaneceram unidas com as igrejas de Roma e Constantinopla. Os outras três que seriam declaradas patriarcados, as de Alexandria, Antioquia e Jerusalem eram divididas.
A maioria dos cristãos armênios, sírios, egipcios e etíopes rejeitaram a definição de Calcedônia e são atualmente conhecidos como orientais ortodoxos. Mas, alguns cristãos armênios (especialmente os que viviam na Capadócia e em Trebizonda, em território bizantino) aceitaram o calcedonianismo e entraram na disputa contra a Igreja Apostólica Armênia. As Igrejas católicas orientais de tradição copta e síria também são calcedonianas. 

## Definição
Os calcedônios ensinam que hipóstase do Logos subsiste perfeitamente nas duas naturezas (physis) de Jesus, a humana e a divina. Os não-calcedônios defendem uma doutrina chamada miafisismo (muitas vezes confundido com o monofisismo entre os cristãos): que na pessoa de Jesus, os aspectos divino e humano estão unidos em uma natureza, unidas sem separação, sem confusão e sem alteração. Esta diferença mínima levou membros das duas igrejas a condenaram-se entre si: os calcedônios acusando os não-calcedônios de monofisistas eutiquianos e estes devolvendo a acusação de que os calcedônios seriam nestorianos. Eutiques era um arquimandrita de Constantinopla que ensinava que a natureza humana de Jesus havia sido completamente absorvida pela divina, uma defesa extremada contra os ensinamentos de Nestório que, no afã de conter o uso da palavra Teótoco ("Mãe de Deus"), propôs a alternativa "Cristótoco" ("Mãe de Cristo"), dando a entender erroneamente que a natureza divina "habitava" um corpo humano.

## Desenvolvimentos posteriores
Ao aceitar as crenças trinitárias intrínsecas ao conceito da união hipostática, os bispos presentes no Concílio de Calcedônia também rejeitaram as crenças dos arianos, modalistas e ebionitas como heréticas (todas elas já haviam sido rejeitadas antes no Primeiro Concílio de Niceia em 325 e novamente no Primeiro Concílio de Constantinopla em 381). Os arianos acreditavam que o Filho era menor que o Pai, os modalistas viam as pessoas da Trindade como "modos" de uma única divindade unipessoal e enquanto que os ebionitas afirmavam que Jesus era um humano escolhido por Deus e não o próprio Deus.
Eles também rejeitaram as visões cristológicas dos nestorianos, eutiquianos e monofisistas (estes haviam sido condenados no Primeiro Concílio de Éfeso em 431). Intérpretes posteriores do concílio defendem que o cristianismo calcedoniano também rejeita o monotelismo e o monoenergismo (tentativas de reconciliação do monofisismo com o calcedonianismo: o primeiro dizia que Jesus teria uma só "vontade" e o segundo, uma só "energia" - ambas condenadas no Terceiro Concílio de Constantinopla em 680).
Os que não aceitaram a cristologia calcedoniana atualmente são chamados de orientais ortodoxos. Historicamente, eram conhecidas como Igrejas não calcedonianas, pré-calcedonianas, anticalcedonianas, orientais antigas ou orientais menores.
Também as Igrejas ortodoxas que aceitam a doutrina do concílio são chamadas em inglês e alemão – empregando porém uma palavra distinta mas sinónimo – de orientais, mas em línguas que não dispõem deste par de sinónimos são chamadas de bizantinas ou de calcedonianas. Estas línguas agora normalmente reservam o adjetivo "oriental" para as Igrejas que não aceitam o concílio.